# Glatfelter Gernsbach

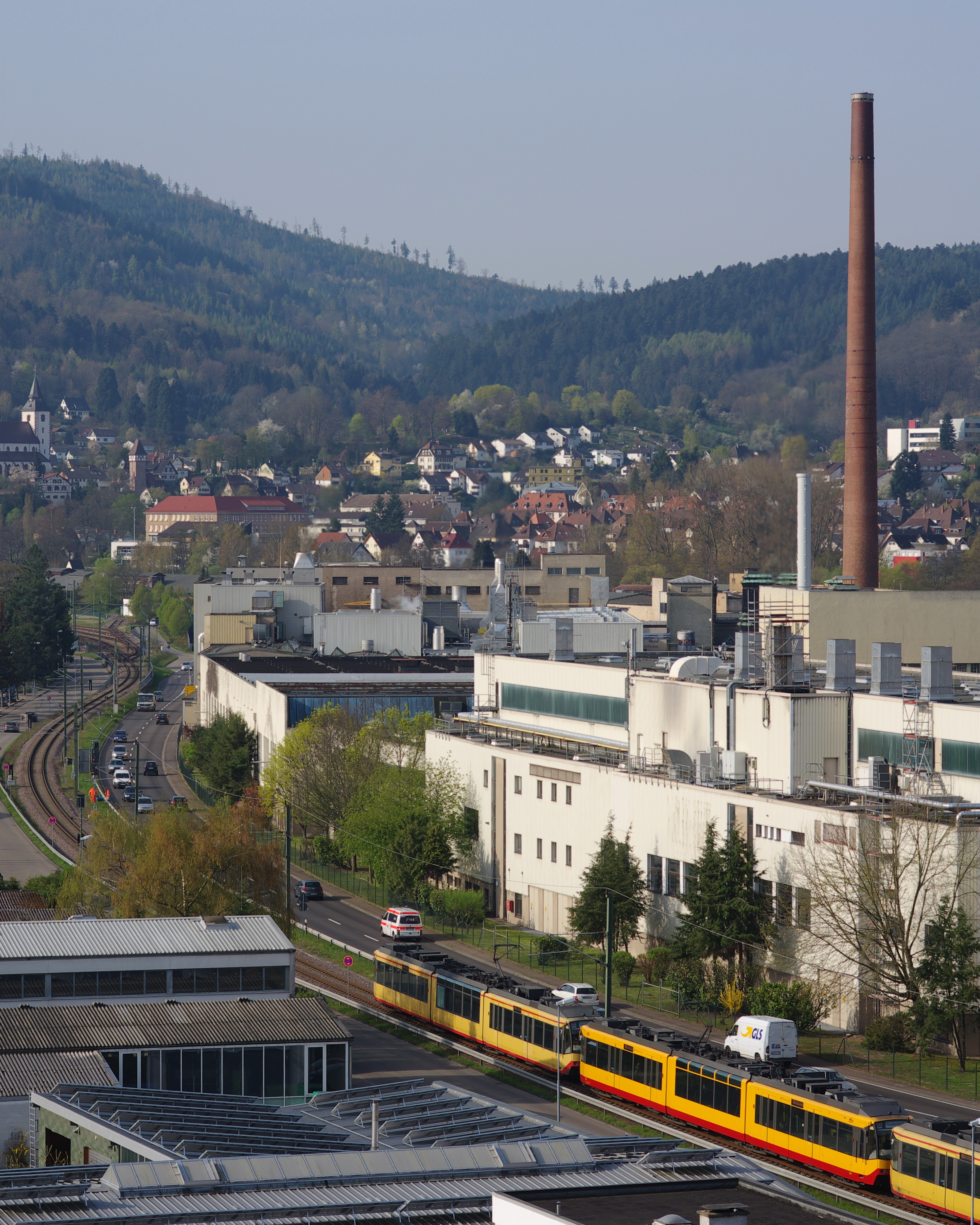
Papierfabrik Glatfelter in Gernsbach

Die Glatfelter Gernsbach GmbH ist ein Spezialpapierhersteller in Gernsbach. Die ehemalige Papierfabrik Schoeller & Hoesch GmbH & Co. KG wurde 1998 von der P. H. Glatfelter Company übernommen, unter deren Namen sie von 2007 bis 2024 firmierte. Seit November 2024 ist sie Teil des Magnera Konzerns.

## Geschichte
Felix Heinrich Schoeller (1821–1893), Sohn des Dürener Papierfabrikanten Heinrich August Schoeller auf Schoellershammer, und Georg Schultz gründeten 1881 auf dem Gelände einer ehemaligen Schleifmühle die Zellulosefabrik „Schultz & Cie“. Bereits 1884 wurde eine Betriebskrankenkasse gegründet. Aufgrund von zunehmenden Klagen der Anwohner wegen Geruchsbelästigung und steigendem Konkurrenzdruck wurde 1902 die Zellstoffproduktion eingestellt. Stattdessen wurden zwei Papiermaschinen installiert. 1904 begann die Seiden- und Zigarettenpapierproduktion. Nachdem Hugo Hoesch (1859–1912) aus der rheinischen Industriellenfamilie Hoesch als Werksleiter in das  Unternehmen eingestiegen war, wurde dieses 1905 in „Seiden- und Zigarettenpapierfabrik Schoeller & Hoesch GmbH“ umbenannt. Als  erfolgreich erwies sich die Spezialisierung auf Haderpapiere, welche bald einen wesentlichen Bestandteil des Geschäfts ausmachten. 1907 erfolgte die Gründung der betrieblichen Altersversorgung.
Felix Hoesch (1888–1956), der Sohn von Hugo Hoesch (1859–1912), übernahm 1911 von seinem Vater die kaufmännische Leitung des Betriebs. Sein Bruder Udo Hoesch trat 1914 ebenfalls in das Unternehmen ein und war in den kommenden Jahren als technischer Leiter tätig. Beide waren darüber hinaus noch als Kommanditisten mit einer Einlage von jeweils 300.000 Mark an die Chemische Fabrik Pott & Co. mit Sitz in Dresden beteiligt. In der Nähe des Gernsbacher Betriebs wurden 1919 die ersten Werkswohnungen gebaut, die den Meistern und Schichtführern zur Verfügung gestellt wurden. Im Laufe der Zeit wurde diese Siedlung erweitert.
1920 gründete Schoeller & Hoesch die Gizeh Zigarettenpapier-Verarbeitungs-Gesellschaft, heute Gizeh Raucherbedarf, die zunächst in Köln, seit den 1940er Jahren in Bergneustadt produzierte. Die sechste Papiermaschine in Gernsbach wurde 1922 installiert. Um die steigende Nachfrage nach Kondensatorpapier befriedigen zu können, wurden 1928 zwei weitere Papiermaschinen in Betrieb genommen. Zu dieser Zeit werden von 800 Mitarbeitern 6300 Tonnen Papier pro Jahr produziert.
Eine spezielle Papiermaschine zur Produktion von sehr dünnem Kondensatorpapier wurde 1935 aufgestellt. Der 1932 begonnene Neubau eines Dampfkesselhauses wurde 1937 fertiggestellt und 1938 wurde eine der damals modernsten Ausrüstungshallen Europas fertiggestellt und in Betrieb genommen.
Die Schäden des Zweiten Weltkriegs und die teilweise Demontage durch die Franzosen waren bis 1952 behoben. Zu dieser Zeit liefen bereits wieder acht Papiermaschinen. 1954 folgte der Bau eines Sozialgebäudes mit Speisesaal, Verpflegungsbetrieb, Ruheraum, Dusch- und Baderäumen. 1958 wurde ein Verwaltungsgebäude fertiggestellt. 1955 wurde mit ca. 800 Mitarbeitern ein Umsatz von ca. 32 Mio. DM erreicht und Schoeller & Hoesch begann mit der Herstellung von Overlay-Papieren. 1965 folgten erste Versuche zur Herstellung von Teebeutelpapier. 1973 begann hierfür die Produktion. Der Sohn von Felix Hoesch,  Klaus Hoesch trat in das Unternehmen ein. Er übernahm nach dem frühen Tod seines Vaters die kaufmännische Leitung des Unternehmens. 
Als weiterer geschäftsführender Gesellschafter aus dem Kreis der Familie trat am 1. Januar 1949 Gert Hoesch in das Unternehmen ein. Sein Aufgabenschwerpunkt war das Personalwesen. Er ging am 31. Dezember 1981 in den Ruhestand. Ebenfalls aus dem Kreis der Familie trat am 1. Januar 1957 Jochen Hoesch als geschäftsführender Gesellschafter für den Bereich Technik und Produktion in das Unternehmen ein. Er schied Ende 1975 aus. Christoph Sieber-Rilke wurde 1975 kaufmännischer Leiter. Infolge wirtschaftlicher Schwierigkeiten wurde 1977 auf einen Vier-Schicht-Durchfahrbetrieb umgestellt. Vier Papiermaschinen wurden stillgelegt und die Belegschaft von 724 auf 545 Personen verringert. Die Produktion von Kondensatorpapier wurde 1978 ganz eingestellt. Die Produktion von Zigaretten- und Druckpapieren wurde dagegen ausgebaut.
Mit dem Aufstellen eines Metallisiers und einer Lackiermaschine begann 1979 die Produktion von metallisierten Folien und Papieren. 1981 wurde Eckart Küssner technischer Geschäftsführer, es waren 630 Personen beschäftigt, der Umsatz lag bei ca. 100 Mio. DM. 1990 erfolgte der Kauf einer Spezialzellstofffabrik auf den Philippinen. Hier wurde Abacazellstoff produziert. 1993 wurde diese Zellstofffabrik weiter ausgebaut.
1991 folgte die Fertigstellung einer neuen Schrägsieb-Papiermaschine nebst Halle zur Produktion von Langfaserpapieren. Hierdurch entstanden 50 neue Arbeitsplätze.
1992 wurde der Neubau eines Werkes in Wisches (Elsass) zur Herstellung von Kunstfaservlies im Meltblown-Verfahren fertiggestellt. 1995 erfolgte eine teilweise Übernahme (50 %) der Papeteries de Cascadec in der Bretagne, eines Herstellers von Langfaserpapieren. 1997 wurde Schoeller & Hoesch von einer Beteiligungsgesellschaft der Deutschen Bank übernommen. Gerhard Federer wurde Geschäftsführer.
1998 erfolgte die vollständige Übernahme der Papeteries de Cascadec und der Verkauf an die US-amerikanische P. H. Glatfelter Company. 1998 wurde ein Gruppenumsatz von über 300 Mio. DM erzielt, in Gernsbach waren 677 und in den restlichen Niederlassungen 253 Mitarbeiter beschäftigt. Pro Jahr wurden mehr als 42.000 t Papier erzeugt. 2000 wurde Werner Ruckenbrod Geschäftsführer. Die schottischen Gruppe Empteezy Ltd. übernahm 2003 das Werk in Wisches, welches seitdem unter dem Namen Schoeller Industries firmiert. Die Produktion von Zigaretten- und Druckpapieren wurde 2004 eingestellt.
2006 verließ Werner Ruckenbrod das Unternehmen und Martin Rapp wurde neuer Geschäftsführer. Am Standort Gernsbach wurden 574, am Standort Scaër 128 und auf den Philippinen 82 Mitarbeiter beschäftigt.
2007 wurde der Unternehmensname Schoeller & Hoesch getilgt. Zum 1. April 2007 ließ der US-amerikanische Eigentümer Glatfelter den deutschen Traditionsnamen durch seinen Unternehmensnamen nebst Logo ersetzen.
Seit dem 1. August 2014 lautet die Firmenbezeichnung Glatfelter Gernsbach GmbH (Amtsgericht Mannheim HRB 530244).
Im November 2024 kam es zu einer Fusion von Glatfelder mit dem Berry Global-Geschäftsbereich „Health, Hygiene and Specialties, Global Nonwovens, Films“, die zu dem neuen Firmen- und Markennamen Magnera führte.